# Смертельный лабиринт
«Смертельный лабиринт» (англ. House of 9; другое название «Дом девяти») — триллер 2005 года режиссёра Стивена Монро. Премьера фильма состоялась 20 мая 2004 года.

## Сюжет
Девять разных, почти не имеющих отношения друг к другу людей внезапно похищаются и помещаются неизвестными в изолированном доме. Это танцовщица Лия, священник Даффи, композитор Фрэнсис вместе с женой Синтией, теннисистка Клэр, наркоторговщица Шона, фешн-дизайнер Макс, рэпер Al B и полицейский Джей. Придя в сознание, они слышат голос через систему громкого оповещения, который сообщает им о том, что в данном доме установлены семьдесят пять камер и микрофонов, которые фиксируют каждое их действие и звук. Также голос загадочного садиста сообщает похищенным о своём плане: девять человек будут играть в его «игру», в финале которой должен остаться только один выживший человек, который получит пять миллионов долларов. Кто будет этим человеком — должны решить сами участники. Первоначально все девятеро сопротивляются такому положению дел, однако впоследствии всё же смиряются.
Толчком для начала «игры» через некоторое время становится несчастный случай с одной из женщин, в результате которого она погибает. Люди в панике, обстановка среди незапланированных соседей накаляется до предела. Апогеем происходящего становится ситуация, когда в доме остаётся всего пятеро человек. Двое из них (Макс и Фрэнсис) по-настоящему теряют рассудок, после смерти жены второй одержим желанием убить всех остальных и во что бы то ни стало получить деньги. Но его попытка убить Лию оканчивается неудачно: та, защищая свою жизнь, вонзает осколок стекла ему в живот, и она становится победительницей.
Шокированная, она получает свой приз, и её выпускают из «лабиринта». Но она попадает в другое, аналогичное помещение, где находятся несколько таких же «счастливых» обладателей приза. Ужасная игра должна продолжаться…

## Художественные особенности
Фильм имеет много общего с такими фильмами как «Куб», «Пила: Игра на выживание», «Колобос», «Девять в списке мёртвых» и другими, эксплуатируя тему реалити-шоу и людей в изолированном пространстве.

## В ролях
| Актёр                | Роль             |
| -------------------- | ---------------- |
| Деннис Хоппер        | отец Даффи       |
| Келли Брук           | Лия              |
| Ипполит Жирардо      | Фрэнсис          |
| Сьюзи Эми            | Клэр Ливи        |
| Морвен Кристи        | Шона             |
| Питер Капальди       | Макс Рой         |
| Asher D              | Al B             |
| Раффаэлло Дегрутолла | Джей             |
| Джульенн Дэвис       | Синтия           |
| Джим Картер          | голос похитителя |